# Gisulf I (książę Benewentu)
Gisulf I (ur. ? – zm. 706) – książę Benewentu w latach 680–706.
Został władcą po śmierci brata Grimoalda. Jego ojcem był Romuald I, a matką Teodrada (lub Teuderata) córka
Lupusa, która w początkowych latach rządów była regentką w jego imieniu.
Według Pawła Diakona w czasie jego rządów Frankowie zabrali z Monte Cassino relikwie Benedykta z Nursji i jego siostry świętej Scholastyki.
Około 705 Gisulf zajął miasta Sora, Arpino i Arce. Pomaszerował aż do Horrea, plądrując i paląc, zanim został ułagodzony darami przez posłów papieża Jana VI, który wykupił z niewoli wielu jeńców i przekonał go powrotu skąd przybył, do swych posiadłości.
Był energicznym księciem, tak jak ojciec i dziadek. Walczył przeciwko królowi, papieżowi i Bizancjum. Poślubił Winipergę, a następcą został jego syn Romuald II.